# Coll Rodó
El Coll Rodó és una muntanya de 443 metres que es troba al municipi del Lloar, a la comarca catalana del Priorat.